# Gmina Makedonska Kamenica
Gmina Makedonska Kamenica (mac. Општина Македонска Каменица) – gmina miejska we wschodniej Macedonii Północnej.
Graniczy z gminami: Kriwa Pałanka od północnego zachodu, Koczani od zachodu, Winica od południa, Dełczewo od wschodu oraz z Bułgarią od północnego wschodu.
Skład etniczny
- 99,32% – Macedończycy
- 0,68% – pozostali

W skład gminy wchodzą:
- miasto: Makedonska Kamenica;
- 8 wsi: Dulica, Kosewica, Kostin Doł, Łukowica, Mosztica, Sasa, Todorowci, Cera.